# Liberty ship
Pour les articles homonymes, voir Liberty.

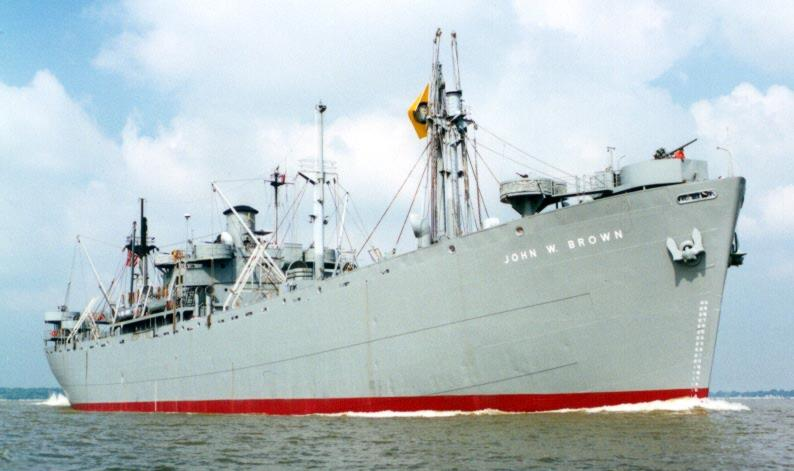
Le Liberty ship SS John W. Brown toujours à flot à Baltimore

Le terme Liberty ship désigne les quelque 2 710 cargos construits aux États-Unis au cours de la Seconde Guerre mondiale, à la suite de la déclaration du président Franklin Delano Roosevelt au cours de l'été 1940, affirmant la volonté des États-Unis d'être l'arsenal du monde libre, et du vote du Congrès des États-Unis, en mars 1941, de la loi Lend-Lease destinée à aider la Grande-Bretagne à financer les acquisitions.
Le 6 janvier 1942, le message du président Victory Program fixe les objectifs à atteindre pour la production : 60 000 avions, 45 000 chars, 20 000 canons de DCA, 18 millions de tonnes de navires : chiffres qui semblent irréalisables ; mais le programme sera exécuté dans les temps.
Les Américains appliquent en temps de guerre des aptitudes qu'on leur connaît dans la paix. Toute l'économie est tournée vers la guerre : le territoire de l'Union est un immense arsenal qui subvient aux besoins des armées et des flottes des États-Unis, mais aussi de tous leurs alliés. Des centaines de nouvelles usines sont créées dans le Sud, en Californie, qui tournent 24 heures sur 24 et travaillent de plus en plus vite : les liberty ships peuvent être construits en douze jours.
La principale caractéristique des Liberty ships, leur production en grande série à partir de modules préfabriqués, est due à une idée de l'industriel américain Henry J. Kaiser. En dépit du fait qu'il n'avait aucune expérience préalable de la construction navale, il était fervent partisan de l'intervention des États-Unis dans la guerre contre l'Allemagne nazie et convainquit le président Roosevelt qu'il était capable de mener une véritable révolution technique dans ce domaine. En outre, il amassa une immense fortune en réussissant à appliquer le fordisme à l'industrie navale où traditionnellement les séries (ou classes) de navires identiques dépassaient rarement la dizaine d'exemplaires.
Les plans ont été dessinés par Gibbs & Cox.

## Historique

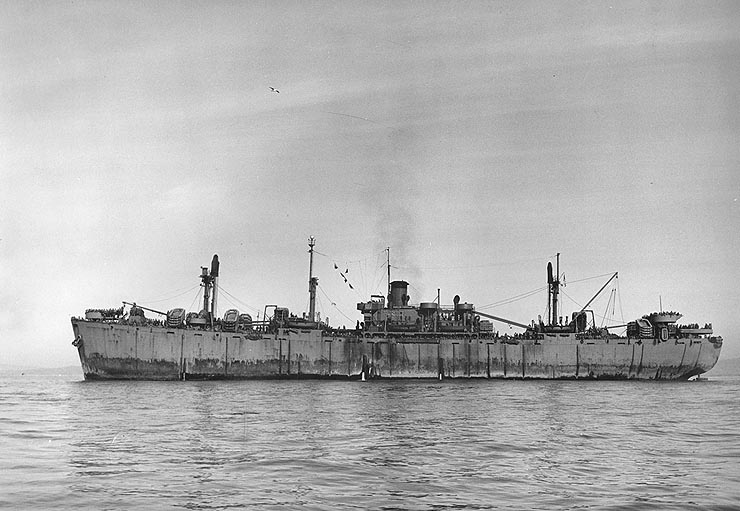
Le Liberty ship SS Carlos Carrillo.

Ces cargos avaient pour but de ravitailler les forces alliées, lorsque la bataille de l'Atlantique (1939-1945) orientait et délimitait toutes les batailles futures possibles d'Europe.
Ils étaient rapides à construire, avec un faible coût de production, et sont devenus le symbole de la puissance de l'industrie de guerre des États-Unis.
Des navires furent commandés par le Royaume-Uni pour remplacer des bateaux torpillés par les U-Boote allemands, ils ont été achetés par la marine américaine pour être loués et mis à la disposition de la flotte britannique dans le cadre de la loi Lend-Lease.
Seize chantiers navals américains ont construit 2 710 Liberty ships entre 1941 et 1945, ce qui en fait le modèle de bateau le plus produit au monde[réf. nécessaire]. Le premier chantier ouvert était à Richmond dans la baie de San Francisco, puis à Vancouver (État de Washington) et Vancouver (Colombie-Britannique) et ensuite partout, du golfe du Mexique (tel le chantier naval ADDSCO de Mobile en Alabama) jusqu'aux provinces maritimes canadiennes du Nouveau-Brunswick et de la Nouvelle-Écosse. Le chantier naval de South Portland (Maine) a construit à lui seul plus de 10 % de tous ces navires.
Contrairement à une idée reçue, les Liberty ships ne sont pas tous des sister-ships. Il a été construit des Liberty ships de différentes tailles. L'ingénierie du système d'assemblage a permis le déploiement d'une multitude de versions différentes d'un même modèle, avec un maximum de simplicité. La version nouvelle et améliorée du Liberty ship a été le Victory ship, qui a sacrifié la rusticité et la simplicité au profit du confort et de la performance. Le nom de « Liberty ship » a été prononcé, pour la première fois, par l'amiral Emory S. Land lors du Liberty Fleet Day du 27 septembre 1941. L'un des premiers navires de la série a porté le nom de SS Patrick Henry et, malgré les très nombreux navires construits, tous ont été baptisés du nom d'une personnalité des États-Unis, plus ou moins célèbre, dont un certain nombre de français qui s'illustrèrent en Amérique du Nord, à commencer par Jacques Cartier.

## Fonction
Elle consiste à transporter la plus grande variété de cargaisons possibles : des locomotives à vapeur, chars d’assaut, avions, camions en tout genre. La vitesse de 11 nœuds (20 km/h) est moins importante que la polyvalence, la régularité et la fiabilité. Cette variété de cargaisons allait de la configuration en pétrolier à celle de transport de troupes avec un minimum d'aménagements de détail.
L'équipage se compose de 45 marins et de 35 canonniers pour la défense.
Ils pesaient environ 3 500 tonnes et les cinq cales d'une capacité totale de 15 000 m3 pouvaient contenir 10 000 tonnes de matériels. Ils mesuraient plus de 130 mètres de long avec capacité de 1 700 tonnes de mazout pour une autonomie de 31 000 kilomètres. Ils coutaient originellement environ 1 750 000 dollars pièce.
| Plan type d'un liberty ship | Plan type d'un liberty ship |
| --------------------------- | --- |
|                             | |
| Caractéristiques type       | - 134 m (longueur), tirant d'eau : 8 m (en pleine charge) - capacité : 15 000 tonnes de marchandises - équipage : 45 (35 après-guerre)                                                                                      |
| Légende                     | - Jaune : château, passerelle de navigation - Bleu clair : cales (1 à 5, numérotation supposée) - Orange : liquides, combustibles - Bleu foncé: Salle des machines (Vapeur-Pistons Triple expansion) et Chaufferie (Mazout) |

## Fabrication en série
La structure est la plus simple, la plus éprouvée et la plus évolutive possible à partir des contraintes. Elle se compose de trois groupes d’éléments : coque préfabriquée, propulsion et navigation.

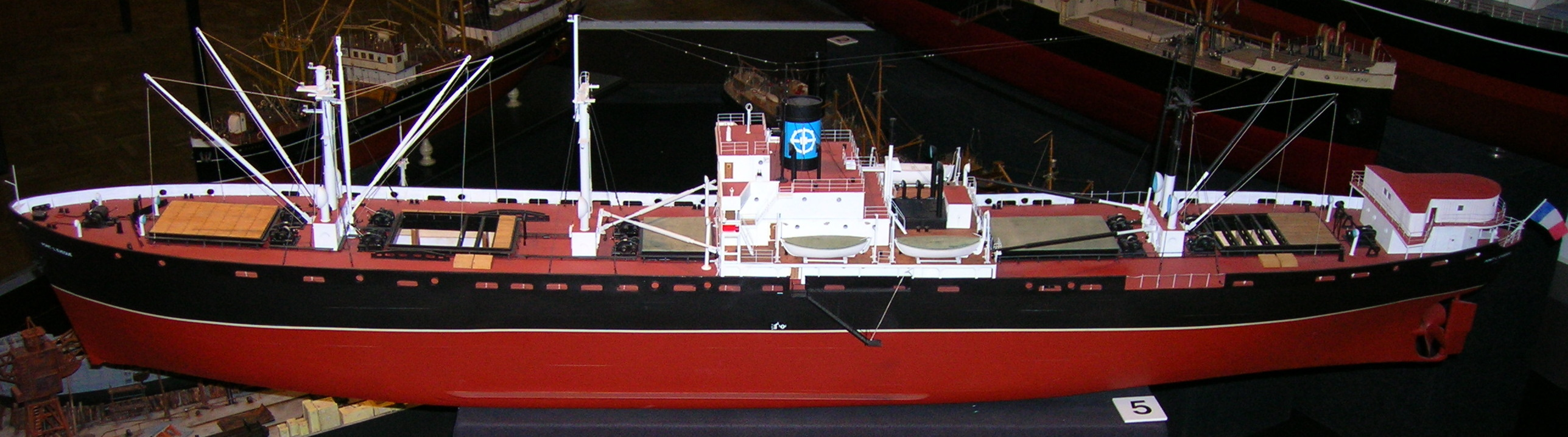
Maquette du Pont-l'Évêque affrété par la Cie Delmas, construit en 21 jours. Musée de la Marine de Paris.

- La coque se compose d’une partie centrale à laquelle s’ajoutent un avant sans teugue et un arrière sans gaillard. Ainsi, l’évolution peut s’effectuer juste en allongeant simplement la partie centrale d’une ou de plusieurs tranches, sans autre modification. Les premières coques ont eu des défauts de jeunesse dus à l'ignorance des problèmes structuraux de rupture et à de mauvaises soudures contenant des bulles d'air.
- La propulsion est assurée par une machine alternative à vapeur chauffant au mazout, fiable et robuste, accouplée à une seule hélice.
- La navigation est effectuée de la passerelle qui domine un château placé au milieu pour donner accès au chargement de trois cales avant et d'une ou deux cales arrière. Pour éviter la dépendance vis-à-vis des installations portuaires, ils sont gréés de leurs propres apparaux de levage, bigues et mâts de charge.

Il s’ensuit une construction préfabriquée modulaire en série par soudure (au lieu du rivetage classique des panneaux, à la pièce en cale sèche). Les modules sont construits par une constellation d’ateliers périphériques et transportés au chantier de construction pour l’assemblage final en série.

Construction d'un Liberty ship aux chantiers navals de Bethlehem-Fairfield, à Baltimore, dans le Maryland, en mars/avril 1943
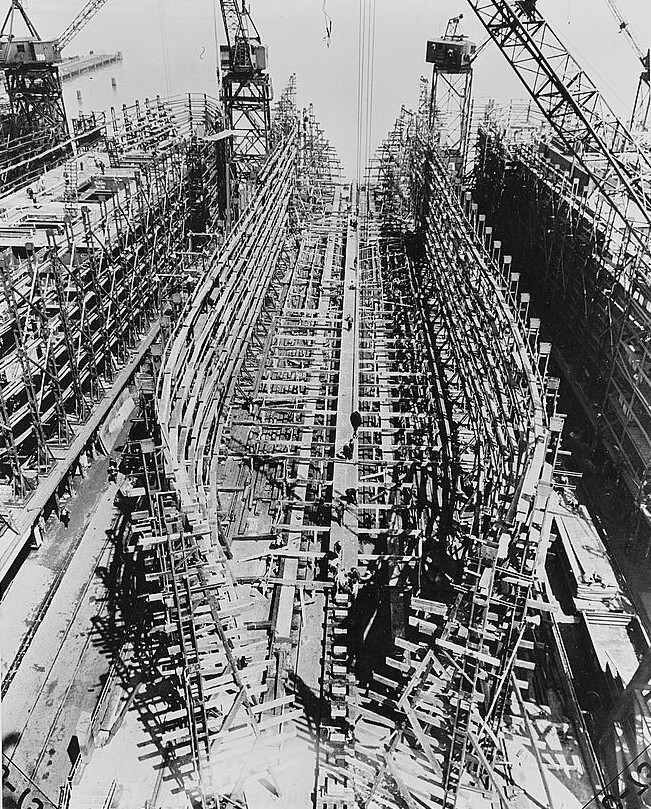
Jour 2 : Pose de la quille
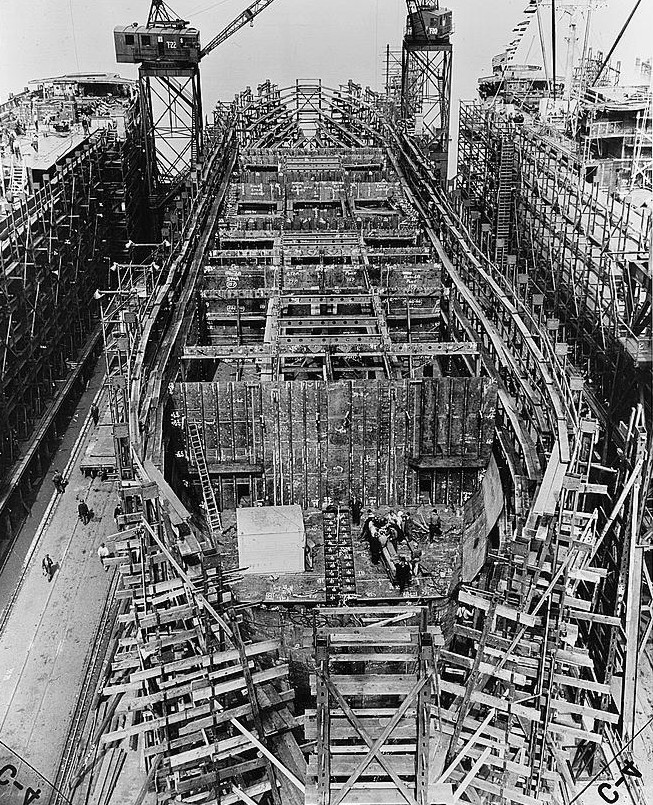
Jour 6 : Les cloisons et les poutres au-dessous du deuxième pont en place
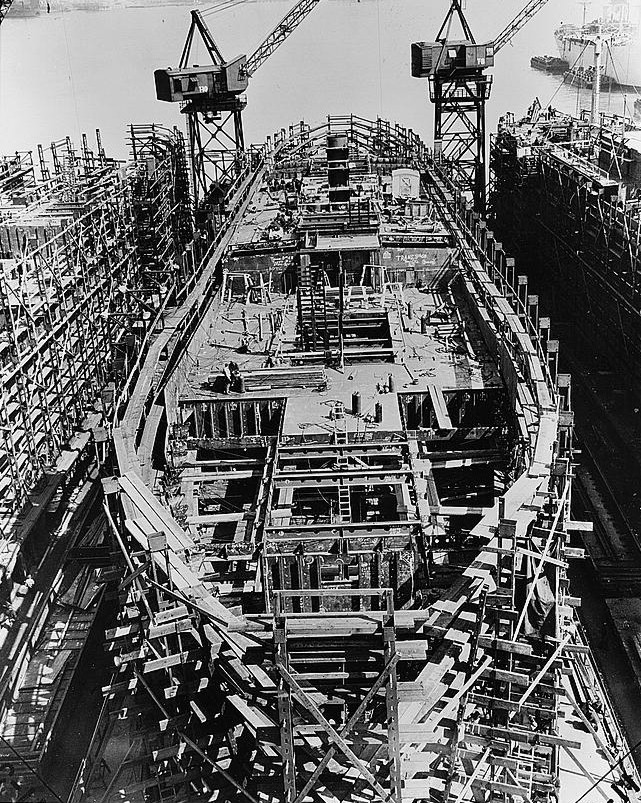
Jour 10 : Pont inférieur terminé et milieu du pont supérieur érigé
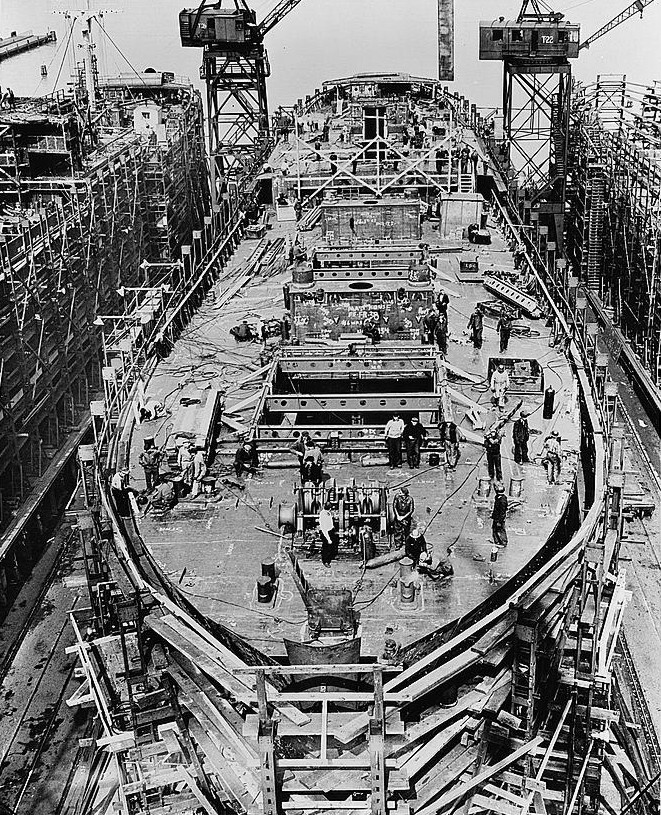
Jour 14 : Pont supérieur érigé et cabines de pont en place
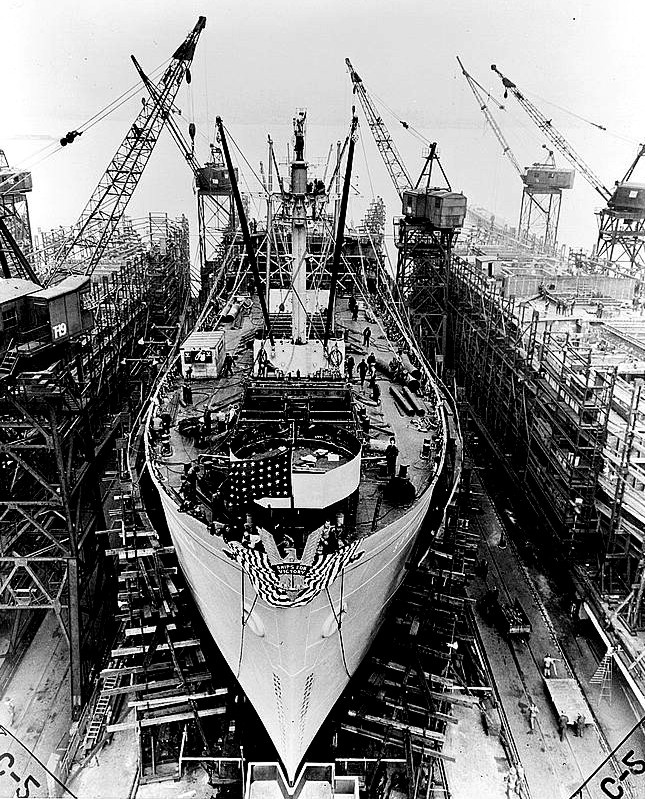
Jour 24 : Bâtiment prêt à être mis à la mer

### Cadence de production
Les premiers navires étaient construits en environ 230 jours, mais la moyenne est ensuite descendue à 42 jours et parfois beaucoup moins. Dans un but de propagande, le record de rapidité de construction a été établi pour le SS Robert E. Peary, construit à Richmond (Californie). Il a été lancé le 12 novembre 1942, seulement 4 jours et 15 heures et demie après la pose de sa quille.
Le documentaire d'Isabelle Clarke et Daniel Costelle : Apocalypse, la Seconde Guerre mondiale indique qu'au moment des débarquements du "jour J" en Normandie et des Mariannes (Saipan, Guam, et Tinian), les arsenaux navals cumulés des États-Unis atteignaient la « cadence de production d'un Liberty ship par jour ».

### Problèmes structurels
Les Liberty ships furent construits dans des conditions très particulières, avec l'obligation de produire à cadence accélérée des navires pour remplacer le tonnage coulé par les U-boote allemands. Il fallut recruter massivement du personnel non qualifié, en bonne partie féminin, le former en très peu de temps, dans des chantiers sortis de terre pour l'occasion, ou en utilisant des sections de coque préfabriquées venues de chantiers non spécialisés dans la construction navale.
L'utilisation de la soudure électrique à l'arc, une technique relativement nouvelle à l'époque, permettait de gagner du poids et du temps par rapport à la construction rivetée traditionnelle, mais elle n'était pas encore parfaitement maîtrisée.
Par ailleurs, vu les nécessités de la guerre, les Liberty ships naviguaient souvent en surcharge, ou avec une cargaison mal répartie.
Assez vite, des fissures se produisirent dans les coques, certains Liberty ships, pourtant flambant neufs, se cassant carrément en deux dans les rudes conditions de mer de l'Atlantique Nord.
L'experte britannique en métallurgie Constance Tipper, de l'université de Cambridge détermina la cause du problème : la nuance d'acier utilisée devenait cassante aux basses températures de l'Atlantique Nord en hiver, et certaines zones de la coque (comme les coins d'écoutilles carrés) agissaient comme zones de concentration des efforts de flexion.
Les fissures se propageaient ensuite sur de grandes distances à cause de la construction soudée (qui n'était pas directement en cause).
Ces problèmes furent corrigés par la suite sur les Victory ships, la version améliorée des Liberty ships, propulsés par des turbines en remplacement des classiques machines à pistons à triple expansion.
Lors de la revente pour usage civil des Liberty ships, une ceinture de renfort en tôles rivetées fut ajoutée sur chaque Liberty ship avant sa revente à un armateur civil.

### Utilisation
Concernant l'utilisation, l'espace libre entre les palettes, les véhicules et les autres articles volumineux était rempli de fournitures en vrac / en boîte (toutes transportées, chargées et stockées à la main). Même dans le cadre de ce plan, un navire de 10 000 DWT (tonnes de port en lourd) transportait rarement plus de 7 500 tonnes de fret (une exception étant les munitions). Des études menées pendant la guerre ont révélé que les "dernières 1 000 tonnes" (c'est-à-dire la cargaison en vrac) consommaient 50 % de la main-d'œuvre et du temps des opérations de chargement/déchargement.

## L’après-guerre
Une fois la paix retrouvée, les Liberty ships ont continué à participer au redressement de l’Europe en acheminant nourriture et matériel pour sa reconstruction. Le port de Lorient est devenu le point d’arrivée du blé canadien et du matériel lourd des États-Unis, comme les locomotives à vapeur 141 R neuves en remplacement du matériel ferroviaire détruit. Au retour, ces Liberty ships transportaient vers les États-Unis et le Canada immigrants et réfugiés.
Pour reconstituer sa marine marchande, le gouvernement français reçut 75 bâtiments qu'il pouvait louer à des armateurs. Le premier d'entre eux arriva au Havre en mai 1945.
Les Liberty ships français portaient tous des noms de villes de France détruites lors de la Libération (par exemple Brest (ce cargo s'est d'abord nommé John Mac Lean de son lancement à Seattle à juin 1946, date de sa remise à la France, puis Galaxy après sa vente à un armement hong-kongais en 1960 et jusqu'à sa revente pour démolition à un chantier de Taïwan en 1970), Lorient, Auray, Sein (il s'appelait James Moore lorsqu'il était un Liberty ship américain), Marseille, Hyères, Vercors, Grandcamp, Oradour, Saint-Nazaire, Saint-Malo, Sète, etc.). D'autres pays alliés reçurent aussi leur contingent de Liberty ships. Ces bâtiments ont eu plusieurs vies, de la guerre d'Indochine à la guerre d'Algérie, où ils furent réquisitionnés, durant l'été 1962, pour évacuer en masse, d'Alger et d'Oran, les rapatriés d'Algérie.
Le dernier Liberty ship, construit en septembre 1945, servit comme barge industrielle pour les flottilles de pêche en Alaska.
Comme Aristote Onassis ou Stávros Niárchos, de nombreux armateurs, la plupart grecs, ont accru leur fortune en achetant des Liberty ships du surplus des inventaires pour faire du cabotage, avant de se lancer dans le transport pétrolier.

## Conservation

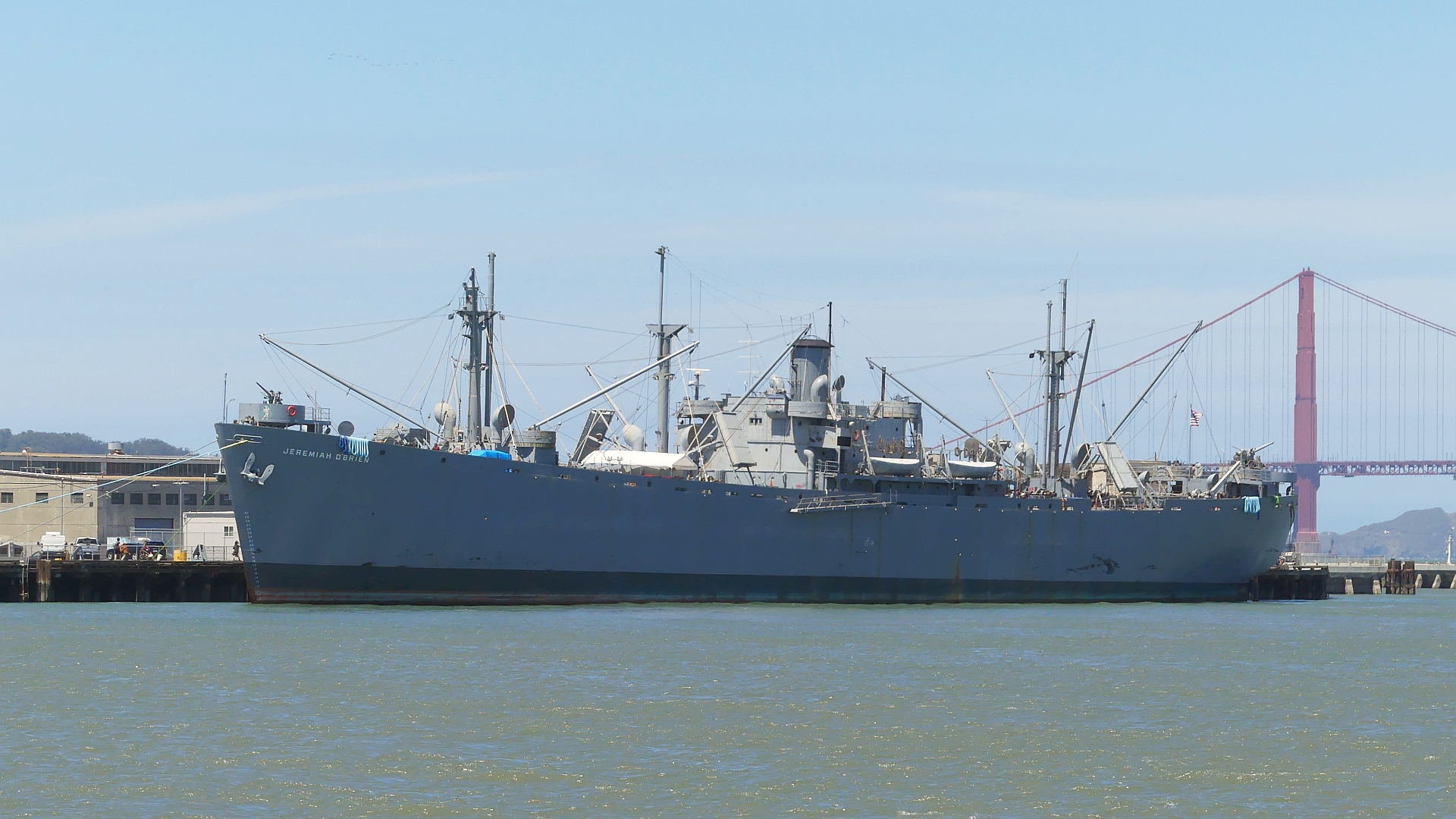
Le SS Jeremiah O'Brien à quai à San Francisco en 2022.

Seuls deux cargos sont encore en état de naviguer ; ils ont été transformés en navires-musées aux États-Unis dans les années 2000, le SS John W. Brown à Baltimore et le SS Jeremiah O'Brien à San Francisco.
En 2008, l’Arthur M. Huddell a rejoint Le Pirée dans le même but, mais il n'est plus en état de naviguer.

## Dans la culture populaire

### Littérature
- Thomas Narcejac, La tragédie du Liberty Ship, Éditions de Crémille, 1973

### Filmographie
- Convoi vers la Russie (Action in the North Atlantic) film de Lloyd Bacon (1943) avec Humphrey Bogart